# Nectandra pseudocotea
Nectandra pseudocotea är en lagerväxtart som beskrevs av C.K. Allen & Barneby och J.G. Rohwer. Nectandra pseudocotea ingår i släktet Nectandra och familjen lagerväxter. Inga underarter finns listade i Catalogue of Life.